# 横野町 (稲沢市)
横野町（よこのちょう）は、愛知県稲沢市の地名。

## 地理
稲沢市北西部に位置する。西は生出上山町・生出横西町、北は横野西郷町・横野堂根町に接する。

### 字一覧
- 西郷（にしごう）[WEB 5]
- 東郷（ひがしごう）[WEB 5]

## 歴史

### 人口の変遷
国勢調査による人口および世帯数の推移。
| 2000年（平成12年） | 53世帯 211人 |  |
| 2005年（平成17年） | 58世帯 211人 |  |
| 2010年（平成22年） | 61世帯 211人 |  |
| 2015年（平成27年） | 64世帯 217人 |  |
| 2020年（令和2年）  | 61世帯 211人 |  |

### 沿革
- 1958年（昭和33年） - 稲沢町大字横野が稲沢市横野町となる[2]。
- 1977年（昭和52年） - 一部が生出横西町・生出上山町・生出山田町・西山出町にそれぞれ編入される[2]。
- 1983年（昭和58年） - 一部が横野堂根町・横野西郷町・横野東郷町・横野東出町・横野境塚町・横野神田町・横野松前町・横野河原町にそれぞれ編入される[2]。

## 交通
- 愛知県道一宮弥富線[1]

## 施設
- 真宗大谷派法閑寺[1]
- 横野公民館[1]

### WEB
1. ↑  “愛知県稲沢市の町丁・字一覧”.   人口統計ラボ. 2023年5月5日閲覧。
2. 1 2  総務省統計局 (2022年2月10日). “令和2年国勢調査の調査結果(e-Stat) - 男女別人口，外国人人口及び世帯数－町丁・字等” (CSV). 2023年8月2日閲覧。
3. ↑  “愛知県稲沢市の郵便番号一覧”.   日本郵便. 2023年11月11日閲覧。
4. ↑  “市外局番の一覧” (PDF).   総務省 (2022年3月1日). 2022年3月22日閲覧。
5. 1 2  “愛知県稲沢市横野町の住所一覧”.   ゼンリン. 2024年6月28日閲覧。
6. ↑  総務省統計局 (2014年5月30日). “平成12年国勢調査の調査結果(e-Stat) - 男女別人口及び世帯数 －町丁・字等” (CSV). 2021年7月20日閲覧。
7. ↑  総務省統計局 (2014年6月27日). “平成17年国勢調査の調査結果(e-Stat) - 男女別人口及び世帯数 －町丁・字等” (CSV). 2021年7月21日閲覧。
8. ↑  総務省統計局 (2012年1月20日). “平成22年国勢調査の調査結果(e-Stat) - 男女別人口及び世帯数 －町丁・字等” (CSV). 2021年7月21日閲覧。
9. ↑  総務省統計局 (2017年1月27日). “平成27年国勢調査の調査結果(e-Stat) - 男女別人口及び世帯数 －町丁・字等” (CSV). 2021年7月21日閲覧。

### 書籍
1. 1 2 3 4 5  「角川日本地名大辞典」編纂委員会 1989, p. 1604.
2. 1 2 3  「角川日本地名大辞典」編纂委員会 1989, p. 1392.